# Mučenik
Mučenik (u starogrčkim μάρτυς "martyr", ili μαρτύριον "svjedok", "dokaz") je čovjek koji u teološkim kontekstu iz predanosti svom vjerskim opredjeljenju žrtvuje svoj život, i prihvaća patnju mučenja i nasilnu smrt.
Mučeništvo se kroz povijest smatralo djelom koje briše grijehe, te kod nekrštenih kršćana nadomješta krštenje vodom „baptisimus sanguinis“, krštenje krvlju. U katakombama su poštovali mučenike moleći se na njihovim grobovima i spominjući ih u bogoslužju, osobito na godišnjice njihovih smrti, ukopa ili prijenosa njihovih kostiju. Od 4. stoljeća nadalje, nad grobovima mučenika gradile su se crkve, a njihovim relikvijama pripisivale su se čudotvorne moći zaštite od bolesti i nesreće. O životu i smrti mučenika pisali su se već u prvim stoljećima kršćanstva pobožni prikazi „acta martyrum.“
Knjiga o kršćanskim mučenicima zove se pasional.
Pojam se često koristi i za opisivanje pojedinca koji žrtvuje svoj život za druge.
Mučenici u širem smislu označavaju i osobe koje svjesno podnose patnju, te primjerice iz političkih uvjerenja trpe progonstvo i smrt.
Sveti Stjepan Prvomučenik je prvi kršćanski mučenik.
Pojam mučeništva postoji također u judaizmu, islamu (šehid), hinduizmu, bahá'íu i sikhizmu.

## Mučenici
- Kvirin od Neussa
- Getulije iz Tivolija
- Krescentin

## Vanjske poveznice
- Crkva hrvatskih mučenika Udbina  Arhivirana inačica izvorne stranice od 19. travnja 2009. (Wayback Machine)